# 日普帕诺·高仕
日普帕诺·高仕（英語：Rituparno Ghosh，1963年8月31日至2013年5月30日）是印度孟加拉語電影導演、編劇暨廣告公司負責人，他的父親是一位紀錄片導演、而母親則是一名電影製片人。其在拿到經濟學學士學位後開始從事關於廣告創作的藝術家生活。一直到1992年時他的電影處女作《Hirer Angti》首次公開上映，而在1994年推出的下一部電影作品《Unishe April》則榮獲印度國家電影獎的最佳劇情獎。
高仕坦承自己本身為薩雅吉·雷的電影迷，並且受到如昆汀·塔倫提諾、英瑪·柏格曼、克里斯多夫·奇士勞斯基、阿巴斯·奇亞羅斯塔米、王家衛和佩德羅·阿莫多瓦等電影人的影響。在其20多年的電影職業生活中，他贏得了12项印度政府頒發的國家電影獎和其他許多國際獎項，其中後者包括柏林國際影展和卡羅維瓦利影展等。2013年5月30日，他在加爾各答因心肌梗死發作而逝世。

## 外部連結
- （英文） RITUPARNO GHOSH （页面存档备份，存于）
- （英文） Rituparno Ghosh (1963–2013) （页面存档备份，存于）
- （英文） Rituparno Ghosh
- （英文） A gutsy filmmaker whose craft transcended the confines of region （页面存档备份，存于）
- （英文） Rituparno Ghosh, a visionary and champion of liberal sexuality, dies at 49 （页面存档备份，存于）
- （英文） Rituparno Ghosh, Bengali Film Director, Dies at 49 （页面存档备份，存于）
- （波兰語） Rituparno Ghosh （页面存档备份，存于）